# Леонов, Иван Петрович
Иван Петрович Леонов (1916—1995) — советский альпинист, заслуженный мастер спорта СССР (1956), многократный победитель и призёр чемпионатов СССР по альпинизму.

## Биография
Родился в 1916 году в городе Чистяково (ныне — город Торез Донецкой области). До войны жил в Ленинграде. Начал заниматься альпинизмом в середине 1930-х годов — в 1935 году совершил восхождение на Эльбрус в рамках альпиниады Кабардино-Балкарской АССР. В 1937 году получил звание инструктора альпинизма.
В 1938 году Иван Леонов, будучи на Кавказе, совершил сложные восхождения — подъём на северную вершину Ушбы и полный траверс Безенгийской стены (с востока на запад, в группе под руководством Евгения Белецкого). В том же 1938 году Леонов начал учиться в Ленинградском институте физической культуры имени П. Ф. Лесгафта.
В 1939 году Иван Леонов был призван в армию, тренировал лыжные подразделения во время советско-финской войны. После начала Великой Отечественной войны в 1941 году участвовал в боях на Волховском фронте. Попал в плен к фашистам, два раза пытался осуществить побег. В конце концов был освобождён, после чего воевал на 2-м Белорусском фронте.
Начиная с 1946 года, Леонов — член альпинистской команды общества «Спартак», руководимой Виталием Абалаковым. Вместе с этой командой он участвовал в ряде восхождений высшей категории сложности, в результате чего в 1949—1958 годах он стал пятикратным победителем (включая поделенное в 1952 году 1-е/2-е место) и двукратным серебряным призёром чемпионатов СССР по альпинизму.
В 1956 году ему было присвоено звание заслуженного мастера спорта СССР.
Работал преподавателем Гидрометеорологического техникума и Московского энергетического института.
Был награждён орденом Отечественной войны II степени (06.04.1985) и медалью «За боевые заслуги» (09.08.1957).
Скончался 30 января 1995 года.

## Спортивные достижения

### Чемпионаты СССР по альпинизму
Данные приведены в соответствии с информацией из книги П. С. Рототаева.
- 1949 год —  1-е место (класс траверсов), траверс вершин Коштантау — Дыхтау, в группе под руководством Виталия Абалакова («Спартак»), в которую также входили Николай Гусак, Валентина Чередова, Яков Аркин, Василий Пелевин, Владимир Мартынов и Юрий Москальцов.
- 1951 год —  2-е место (класс траверсов), траверс горных массивов Ушбы — Шхельды, руководитель команды «Спартака», в которую входили Василий Пелевин, Виктор Рубанов и Шакир Тенишев.
- 1952 год — / 1-е/2-е места (технический класс), восхождение на вершину Мижирги по северному ребру, в группе под руководством Василия Пелевина («Спартак»), в которую также входили Александр Боровиков, Владимир Кизель и Виктор Рубанов.
- 1953 год —  1-е место (технический класс), восхождение на пик Щуровского по северо-восточной стене, в группе под руководством Виталия Абалакова («Спартак»), в которую также входили Михаил Ануфриков, Владимир Кизель, Иван Лапшенков, Лев Филимонов и Виктор Буслаев.
- 1954 год —  1-е место (класс траверсов), траверс вершин массивов Чатынтау — Ушбы — Мазери, руководитель команды «Спартака», в которую также входили Виктор Рубанов, Шакир Тенишев, Пётр Буданов, Владимир Мартынов и Фарид Улумбеков.
- 1956 год —  1-е место (высотный класс), восхождение на пик Победы по северному склону, в объединённой команде «Спартака» и Казахского альпинистского клуба под руководством Виталия Абалакова, в которую также входили Яков Аркин, Пётр Буданов, Николай Гусак, Владимир Кизель, Константин Клецко, Сембай Мусаев, Юрий Тур, Урал Усенов и Лев Филимонов.
- 1958 год —  2-е место (класс траверсов), траверс вершин Колкая — Гидан, руководитель команды «Спартака», в которую входили Григорий Гулбани, Герман Кайнов, Юрий Тур, Владимир Зайцев, Анатолий Кустовский и Виктор Тур.